# Manks codlin
Manks codlin är en medelstor, konisk och lätt kantig äppelsort av okänt ursprung, men det sägs att den härstammar från Isle of Man, där den skulle vara känd först 1811. Skalet på detta äpple är fett. Fruktköttet är mycket syrligt och har en igenkännande doft. Manks codlin mognar under november och kan därefter lagras omkring några månader. Äpplet passar både som ätäpple, som i köket. I Sverige odlas Manks codlin gynnsammast i zon 1–3.
Manks Codlin började säljas i Sverige år 1898 av Ramlösa Plantskola.
Äpplets träd är medelstort.

### Fotnoter
1. ↑  Apples. Part 110 Arkiverad 21 februari 2010 hämtat från the Wayback Machine. Läst 30 maj 2009
2. 1 2  Artikel på Blomstergårdens Pomet Arkiverad 22 december 2015 hämtat från the Wayback Machine. Läst 30 maj 2009
3. ↑  Plantskolekataloger, Ramlösa Plantskola.